# Nationaluniversität der Mongolei
Die Nationaluniversität der Mongolei (mongolisch Монгол Улсын Их Сургууль / Mongol Ulsyn Ich Surguul) ist die größte und älteste mongolische Präsenz-Universität. Sie befindet sich in der Hauptstadt Ulaanbaatar.

## Geschichte
Die Nationaluniversität der Mongolei wurde am 5. Oktober 1942 als erste Universität der Mongolischen Volksrepublik auf Veranlassung der Sowjetunion gegründet, woher auch bis zu Beginn der 1960er Jahre nahezu ausschließlich die Lehrkräfte kamen. Zunächst hieß sie Tschoibalsan-Universität, benannt nach Chorloogiin Tschoibalsan. 1942/43 betrug die Zahl der eingeschriebenen Studenten 90. 20 Jahre danach stieg die Anzahl auf 2200.
Die ersten Fachgebiete waren Pädagogik und Veterinärmedizin. Später folgten Humanmedizin, Landwirtschaft, Naturwissenschaften, Fremdsprachen sowie Mongolistik. Einige Fakultäten entwickelten sich in der Folgezeit durch Ausgründungen zu selbständigen Universitäten, wie die:
- Mongolische Staatsuniversität für Landwirtschaft (1958)
- Mongolische Nationaluniversität für Medizin (1961)
- Mongolische Universität für Wissenschaft und Technik (1982)

Die Nationaluniversität der Mongolei hat heute über 10.000 Studenten. Neben dem Hauptcampus in Ulaanbaatar betreibt sie zudem Niederlassungen in den Provinzen Dsawchan und Orchon.

## Bekannte Dozenten und Alumni
- Norowyn Altanchujag (* 1958), Politiker
- Bolortsetseg Minjin, Paläontologin
- Altangerel Perle (* 1945), Paläontologe
- Bjambyn Rintschen (1905–1977), Schriftsteller
- Fred Scholz (* 1939), Gastprofessor und Ehrendoktor der Universität[2]
- Galsan Tschinag (* 1943), Schriftsteller, arbeitete zeitweise als Deutschlehrer an der Universität
- Rjentschinii Tschoinom (1936–1978), Schriftsteller